# Delchev Ridge
Delchev Ridge är en bergstopp i Antarktis. Den ligger i Sydshetlandsöarna. Argentina, Chile och Storbritannien gör anspråk på området. Toppen på Delchev Ridge är 169 meter över havet.
Terrängen runt Delchev Ridge är varierad. Havet är nära Delchev Ridge åt nordost. Trakten är glest befolkad. Närmaste befolkade plats är Captain Arturo Prat base, 18,5 kilometer nordost om Delchev Ridge. 